# Роччи, Бернардино
Бернардино Роччи (итал. Bernardino Rocci; 21 августа 1627, Рим, Папская область — 2 ноября 1680, Фраскати, Папская область) — итальянский куриальный кардинал, папский дипломат и доктор обоих прав. Секретарь Священой конгрегации церковного иммунитета с 1 января 1657 по 22 ноября 1661. Апостольский нунций в Неаполе с 16 июня 1665 по 19 февраля 1668. Апостольский администратор Неаполя с 3 ноября 1666 по 7 марта 1667. Префект Апостольского дворца с 19 февраля 1668 по 27 мая 1675. Титулярный архиепископ Дамаска с 9 апреля 1668 по 27 мая 1675. Епископ-архиепископ Орвието с 24 февраля 1676 по 2 ноября 1680. Кардинал-священник с 27 мая 1675, с титулом церкви Санто-Стефано-аль-Монте-Челио с 15 июля 1675 по 2 ноября 1680. 